# Jaunisse apicale du pois
La jaunisse apicale du pois est une maladie virale causée par un Luteovirus  (famille des  Luteoviridae) qui affecte les cultures de pois et de fève. La maladie, transmise par des pucerons se manifeste par un jaunissement des extrémités de la plante et un arrêt de la croissance.